# Bertula
Bertula là một chi bướm đêm thuộc họ Erebidae.